# زینب سلیمانی
زینب سلیمانی (زادهٔ ۱۳۷۰) یکی از فرزندان قاسم سلیمانی، فرمانده سابق نیروی قدس سپاه پاسداران، است. او مدیریت بنیاد قاسم سلیمانی را به عهده دارد و در دانشگاه شهید بهشتی در رشتهٔ علوم سیاسی تحصیل کرده است. زینب رابط سلیمانی و خانواده نیروهای نظامی ایران بود که در جنگ ایران و عراق یا در جنگ‌های عراق و سوریه و دیگر کشورهای منطقه کشته شده‌اند و بارها همراه پدرش به سوریه، عراق و لبنان نیز سفر کرده است.

## زندگی شخصی
زینب در سال ۱۳۷۰ در تهران به دنیا آمد و کوچک‌ترین فرزند قاسم سلیمانی است. او مدت کوتاهی پس از کشته شدن پدرش، در تیر ۱۳۹۹ با رضا صفی‌الدین، فرزند هاشم صفی‌الدین، نفر دوم حزب‌الله لبنان ازدواج کرد. خبر ازدواج آنها را برای نخستین بار خواهر عماد مغنیه در اینستاگرام منتشر کرد. رضا هاشم صفی‌الدین برخلاف پدرش و همسرش، از مصاحبه با رسانه‌ها و دوربین‌های خبرنگاران فراری است.
در سال ۱۳۹۸، پس از اینکه بازیگر صبا کمالی، دختر آبی را مظلوم‌تر از حسین بن علی و یارانش دانست، با واکنش شدیدی از سوی زینب سلیمانی در اینستاگرام مواجه شد. پس از آن حساب کاربری سلیمانی در اینستاگرام مسدود شد. در سال ۱۴۰۰، تصاویری از او در حالی که گوشی آیفون ۱۳ پرومکس، از گرانترین گوشی‌های ساخت شرکت اپل آمریکا در دست داشت، خبرساز شد.

## زندگی سیاسی
زینب سلیمانی بخشی از جریان رسانه‌ای جمهوری اسلامی ایران دربارهٔ پدرش است. به تصادف اسم او نیز با همین محتوا همخوانی دارد؛ پیش از کشته شدن قاسم سلیمانی نیز زینب تنها فرزند او بود که در فضای عمومی حاضر می‌شد. از جمله سال ۱۳۹۵ فیلم حضورش به همراه فاطمه مغنیه، دختر عماد مغنیه، در یک برنامه منتشر شد.
زینب از جمله معدود زنانی است که توانسته سخنران پیش از خطبه‌های نماز جمعه باشد و در جایگاه نماز جمعه تهران نیز سخنرانی کند. او سخنران مراسم تشییع پدرش در دانشگاه تهران بود و دو هفته بعد از کشته شدن پدرش در حالی که اسلحه به دست داشت سخنرانی پیش از خطبه‌های نماز جمعه کرمان بود.

### بنیاد قاسم سلیمانی
زینب مدیر «بنیاد قاسم سلیمانی» موسوم به «مکتب حاج قاسم سلیمانی» است که پس از ترور پدرش با عنوان حفظ و نشر آثار شهید سپهبد قاسم سلیمانی شکل گرفت. اختصاص بودجه ۸٫۵ میلیارد تومانی برای این بنیاد در بودجه ۱۴۰۰ ایران باعث انتقاد شد، کمی بعد از انتشار این خبر، زینب سلیمانی در نامه‌ای نوشت که درخواست بودجه نداشته است.
روابط عمومی سازمان برنامه و بودجه در ۱۶ آذر ۱۳۹۹ اعلام کرد که ردیف بودجه این بنیاد در سال ۱۳۹۹ در جریان بررسی بودجه ۱۳۹۹ توسط مجلس در بخش بودجه سپاه پاسداران به متن قانون اضافه شده است. این بودجه در سال ۱۳۹۹، ۱۰ میلیارد تومان بوده است.